# Trojanów (gmina)
Trojanów – gmina wiejska w województwie mazowieckim, w powiecie garwolińskim. W latach 1975–1998 gmina położona była w województwie siedleckim.
Siedziba gminy to Trojanów.
Według danych z 30 czerwca 2004 gminę zamieszkiwało 7827 osób. Natomiast według danych z 31 grudnia 2019 roku gminę zamieszkiwało 7299 osób.

## Struktura powierzchni
Według danych z roku 2002 gmina Trojanów ma obszar 151,01 km², w tym:
- użytki rolne: 69%
- użytki leśne: 24%

Gmina stanowi 11,76% powierzchni powiatu.

## Demografia

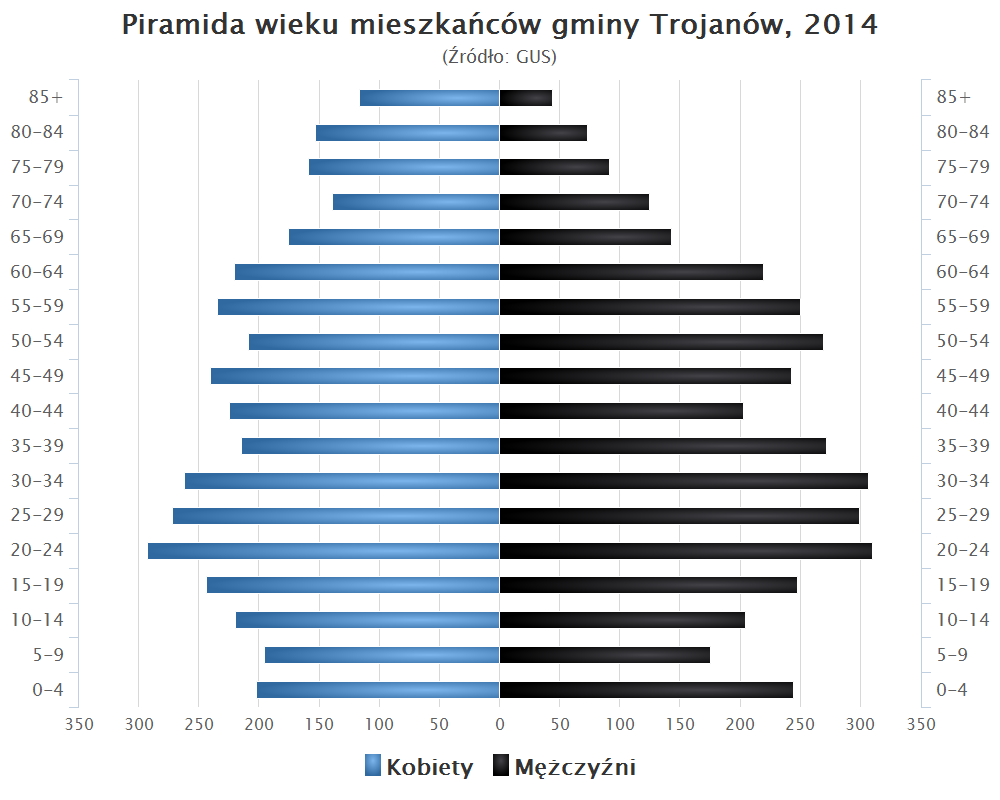
Piramida wieku mieszkańców gminy Trojanów w 2014 roku

Dane z 30 czerwca 2004:
| Opis                              | Ogółem | Ogółem | Kobiety | Kobiety | Mężczyźni | Mężczyźni |
| --------------------------------- | ------ | ------ | ------- | ------- | --------- | --------- |
| jednostka                         | osób   | %      | osób    | %       | osób      | %         |
| populacja                         | 7827   | 100    | 3992    | 51      | 3835      | 49        |
| gęstość zaludnienia (mieszk./km²) | 51,8   | 51,8   | 26,4    | 26,4    | 25,4      | 25,4      |

## Sołectwa
Babice, Budziska, Damianów, Derlatka, Dębówka, Dudki, Elżbietów, Jabłonowiec, Komory, Korytnica, Kozice, Kruszyna, Majdan, Mroków, Nowiny Życkie, Ochodne, Piotrówek, Podebłocie, Prandocin, Ruda, Skruda, Trojanów, Więcków, Wola Korycka Dolna, Wola Korycka Górna, Wola Życka, Żabianka, Życzyn.
Wsią bez statusu sołectwa są Mościska.

## Sąsiednie gminy
Kłoczew, Maciejowice, Ryki, Sobolew, Stężyca, Żelechów